# Districtes de Portugal
Portugal compta amb 18 districtes al Portugal Continental. Les regions insulars autònomes d'Açores i de Madeira no tenen districtes després de 1976.

La llista següent, classificada per ordre alfabètic dels districtes, mostra la regió a la qual pertanyen.
| Districte        | N    | Regió/Regions            |
| ---------------- | ---- | ------------------------ |
| Aveiro           | (12) | Centre, Nord             |
| Beja             | (5)  | Alentejo                 |
| Braga            | (17) | Nord                     |
| Bragança         | (14) | Nord                     |
| Castelo Branco   | (9)  | Centre                   |
| Coimbra          | (11) | Centre                   |
| Évora            | (7)  | Alentejo                 |
| Faro             | (6)  | Algarve                  |
| Guarda           | (10) | Centre, Nord             |
| Leiria           | (2)  | Centre                   |
| Lisboa           | (1)  | Lisboa, Centre, Alentejo |
| Portalegre       | (8)  | Alentejo                 |
| Porto            | (16) | Nord                     |
| Santarém         | (3)  | Alentejo, Centre         |
| Setúbal          | (4)  | Alentejo, Lisboa         |
| Viana do Castelo | (18) | Nord                     |
| Vila Real        | (15) | Nord                     |
| Viseu            | (13) | Centre, Nord             |

## Antics districtes
Els districtes següents foren dissolts el 1976 arran de la creació de les regions autònomes.
| Antic districte   | Regió(s)                 |
| ----------------- | ------------------------ |
| Angra do Heroísmo | Açores (regió autònoma)  |
| Faial             | Açores (regió autònoma)  |
| Funchal           | Madeira (regió autònoma) |
| Horta             | Açores (regió autònoma)  |
| Ponta Delgada     | Açores (regió autònoma)  |

## Altres pàgines
Organització territorial de Portugal